# Kumarapalayam
Kumarapalayam è una suddivisione dell'India, classificata come municipality, di 65.640 abitanti, situata nel distretto di Namakkal, nello stato federato del Tamil Nadu. In base al numero di abitanti la città rientra nella classe II (da 50.000 a 99.999 persone).

## Geografia fisica
La città è situata a 11° 26' 36 N e 77° 42' 41 E.

## Società

### Evoluzione demografica
Al censimento del 2001 la popolazione di Kumarapalayam assommava a 65.640 persone, delle quali 33.322 maschi e 32.318 femmine. I bambini di età inferiore o uguale ai sei anni assommavano a 6.291, dei quali 3.210 maschi e 3.081 femmine. Infine, coloro che erano in grado di saper almeno leggere e scrivere erano 45.955, dei quali 25.920 maschi e 20.035 femmine.